# Бад Фалингбостел
Бад Фалингбостел (њем. Bad Fallingbostel) град је у њемачкој савезној држави Доња Саксонија. Једно је од 23 општинска средишта округа Золтау-Фалингбостел. Према процјени из 2010. у граду је живјело 11.608 становника. Посједује регионалну шифру (AGS) 3358008.

## Географски и демографски подаци
Бад Фалингбостел се налази у савезној држави Доња Саксонија у округу Золтау-Фалингбостел. Град се налази на надморској висини од 67 метара. Површина општине износи 63,5 km². У самом граду је, према процјени из 2010. године, живјело 11.608 становника. Просјечна густина становништва износи 183 становника/km².

## Међународна сарадња
| Мјесто | Држава    | Врста сарадње | Од    |
| ------ | --------- | ------------- | ----- |
|        | Пољска    | партнерство   | 2000. |
|        | Француска | партнерство   | 1989. |
| Извор  |           |               |       |